# Giuseppe Amico di Castell'Alfero
Bartolomeo Giuseppe Amico, conte di Castell'Alfero (Torino, 22 marzo 1673 – Torino, 29 gennaio 1751), è stato un militare italiano.

## Biografia
Quarto dei sette figli di Bartolomeo Amico di Castell'Alfero e Vittoria Solaro della Margarita, rimase celibe. Paggio del duca Vittorio Amedeo II di Savoia, ebbe un'educazione militare all'Accademia Reale di Torino sotto la protezione dello zio colonnello Giuseppe Maria Solaro della Margarita.
Ebbe una brillante carriera militare che lo vide diventare tra l'altro generale di battaglia, governatore della città e provincia di Ivrea, cavaliere di Gran Croce dell’Ordine Mauriziano, tenente generale.
Durante l'assedio di Torino del 1706, quale luogotenente dello zio, il colonnello Solaro della Margarita, che comandava le artiglierie della Cittadella di Torino, ebbe il compito di coordinare l’attività degli artiglieri con quella dei minatori e degli ingegneri. Qualche mese più tardi Maria Catterina Bonino, la vedova di Pietro Micca, chiederà al duca Vittorio Amedeo II di Savoia un sussidio in seguito alla tragica morte del marito, il quale «[...] fu comandato del cav. Castel Alfieri, colonnello del battaglione
dell’Artiglieria, oppure invitato dalla generosità del suo animo a portarsi a dare il fuoco a
detta mina, non ostante l’evidente pericolo di sua vita [...]»
Il sacerdote e poeta Francesco Antonio Tarizzo lo ricorderà così nel poemetto in lingua piemontese L'arpa discordata:
(L'Arpa Discordata)
Nel 1713, in seguito alla pace di Utrecht, fu inviato da Vittorio Amedeo II a supervisionare il rilievo topografico delle coste della Sicilia, da poco acquisita dal ducato di Savoia.
Successivamente fu mandato in Sardegna a dirigere le operazioni di allestimento dell'artiglieria. Si occupò anche della ricostruzione della cattedrale di Santa Maria Assunta di Oristano insieme a numerosi architetti e ingegneri militari del ducato di Savoia.
Passò gli ultimi anni della sua vita abitò nel palazzo del conte Armano di Grosso, al numero 4 di via del Carmine, dove registrò due atti di donazione a favore del nipote Bartolomeo Giuseppe, quarto conte di Castell'Alfero, che nel 1751 sarà sindaco di Torino.